# Charvieu-Chavagneux
Charvieu-Chavagneux – miejscowość i gmina we Francji, w regionie Owernia-Rodan-Alpy, w departamencie Isère.
Według danych na rok 1990 gminę zamieszkiwało 8126 osób, a gęstość zaludnienia wynosiła 939 osób/km² (wśród 2880 gmin regionu Rodan-Alpy Charvieu-Chavagneux plasuje się na 89. miejscu pod względem liczby ludności, natomiast pod względem powierzchni na miejscu 1229.).

## Osoby związane z Charvieu-Chavagneux
Edward Stachura, polski poeta, pisarz i pieśniarz urodził się 18 sierpnia 1937 w Charvieu-Chavagneux.